# Wapse
Wapse is een esdorp in de gemeente Westerveld, in de Nederlandse provincie Drenthe. In 2023 had het dorp 645 inwoners.
Wapse ligt circa 21 kilometer ten noordwesten van Hoogeveen, tussen Vledder en Diever, aan de rand van het Nationaal Park Drents-Friese Wold. Het dorp maakte tot 1998 deel uit van de gemeente Diever. De buurtschap Veldhuizen valt onder Wapse.
Eind 14e eeuw was er sprake van Johannem (ook Johanni en Johanne) de/van Wapse. Ook in 1447 werd Wapse genoemd. De betekenis van de naam is onbekend. Vanuit Wapse ontstond tijdens de middeleeuwse ontginning het lintdorp Wapserveen, dat eind 14e eeuw werd vermeld als Wasperveen.